# Colt M1889
Colt Модель 1889 револьвер виробництва компанії Colt Manufacturing Company кінця 19-го століття.

## Історія
В середині 19-го століття, Кольт випускав револьвери для армії та флоту на основі конструкцій Вільяма Мейсона та Карла Дж. Ебетса. Вільям Мейсон покинув Кольта в 1882 році і перейшов на роботу до Вінчестера, але Ебетс залишився у Кольта та продовжив покращувати конструкцію над якою вони працювали разом. Ці вдосконалення призвели до появи Моделі 1889.
Кольт став першим виробником який почав випускати револьвери з поворотно-відкидним барабаном. Через сім років Smith & Wesson використав цю конструкцію у своєму револьвері Hand Ejector, Модель 1896 під набій .32 S&W Long. Це було вдосконалення конструкції Кольта 1889 оскільки там було використано комбінований центральний штифт та шток ежектора для замикання барабана в потрібному положенні. В Моделі 1889 не було центрального штифта і барабан був схильний зміщуватися з потрібної позиції.

## Конструкція
Colt Модель 1889 став першим револьвером подвійної дії з поворотно-відкидним барабаном, який відмикався ковзною засувкою. Ця конструкція мала дві переваги перед попередніми конструкціями оскільки вона давала змогу швидко перезаряджати зброю при цьому не послаблюючи міцність суцільної рамки. Модель 1889 можно було заряджати набоями .41 Long Colt, .38 Long Colt та .38 Short Colt.
Морська версія мала синє воронування, а довжина стволу становила шість дюймів. Його випускали з твердими гумовими щічками руків'я. Цивільна версія також мала синє воронування або нікельовану обробку і мала горіхові щічки руків'я. Інколи щічки були зі слонової кістки.
Модель 1889 відрізнялася від ранніх револьверів Кольта тим, що барабан обертався проти годинникової стрілки. Судячи з усього, це пов'язано з вимогами ВМС США, проте напрямок обертання працював проти барабанного замку і, як правило, не давав барабану бути на одній вісі зі стволом. Ця слабкість дозволяла барабану обертатися в кобурі або навіть коли стрілок натискав на спусковий гачок.

## Використання
Модель 1889 та її варіанти були прийняті на озброєння військовими США та використовувалися до появи пістолета M1911. Модель 1889 також продавали під назвою Colt New Army and Navy. Всього було випущено приблизно 31000 револьверів Colt Модель 1889.